# ژرف‌سنگ

بخش‌های یک توده نفوذی ماگما:
۱. کوژسنگ (لاکولیت)
۲. آذرین‌تیغه کوچک
۳. ژرف‌سنگ (باتولیت)
۴. آذرین‌تیغه (دایک)
۵. آذرین‌لایه (سیل)
۶. تنوره آتشفشانی (پایپ)
۷. کاوسنگ (لوپولیت)

ژرف‌سنگ یا باتولیت (batholith) در زمین‌شناسی به توده بزرگی از سنگ آذرین گفته می‌شود که در زیر زمین جامد شده، اما اکنون به دلیل فرسایش یافتن بخش پوشاننده اولیه در سطح زمین رخنمون یافته‌است.
به تعریف دقیق‌تر تودهٔ سنگ آذرین نفوذی ناهمساز و بزرگ با رخنمون سطحی بیش از ۱۰۰ کیلومتر مربع و قاعدهٔ نامشخص را ژرف‌سنگ می‌گویند. قسمت بالایی ژرف‌سنگ‌ها به شکل گنبدی است و گسترش آن‌ها با عمق زیاد می‌شود.
ژرف‌سنگ معمولاً گرانیتی است و ابعاد آن نسبت به عمق افزایش می‌یابد. ژرف‌سنگ هنگامی نمایان می‌شود که سنگ‌های فوقانی فرسوده شده و از محل خارج شوند. اگر فرسایش در این محل‌ها بر ژرف‌سنگ نیز اثر بگذارد خاک‌های حاصلخیزی را به وجود می‌آورد. از آنجا که بلور و سنگ‌های تشکیل دهنده باتولیت‌ها اغلب دانه‌درشت‌اند تصور می‌شود که زمان پدیدآمدن و متبلورشدن آنها بسیار کند و طولانی بوده‌است.
ژرف‌سنگ‌ها بزرگترین و گسترده‌ترین توده‌های آذرین درونی‌اند. به طوری که حداقل وسعتی معادل یکصد کیلومتر مربع را در بر می‌گیرند (مانند کوه الوند در همدان)
عمق باتولیت‌ها را به کمک یافته‌های ژئوفیزیکی بین ۱۰ تا ۳۰کیلومتر تخمین می‌زنند. ازآنجاکه بلورسنگ‌های تشکیل دهنده باتولیت‌ها اغلب درشت است تصورمیشود زمان تشکیل و تبلور آنها بسیار کند و طولانی بوده باشد و فرسایش لایه‌های فوقانی باتولیت‌ها سبب ظاهرشدن آنها در سطح زمین می‌شود
به جز باتولیت‌ها ساخت‌های محدودتری نیز از مواد آذرین در داخل پوسته پدید میآید. این پدیده‌ها حاصل تزریق شدن ماگما دربین سنگ‌های مجاورند.
ژرف‌سنگ‌ها با نفوذ در پوسته سنگ‌های اطراف خود را دگرگون کرده که به آن هاله دگرگونی گفته می‌شود.
از بهترین نمونه‌های شناخته شده در ایران می‌توان ژرف‌سنگ کوه الوند را در همدان مثال زد که منطقهٔ وسیعی را دربر گرفته و از سنگ‌های گرانیت آن برای امور ساختمانی استفاده می‌شود.
به تودهٔ نفوذی آذرین با رخنمون سطحی کمتر از صد کیلومترمربع که به‌استثنای اندازه، شبیه به ژرف‌سنگ است، پاره‌ژرف‌سنگ stock گفته می‌شود.